# Striga aspera
Striga aspera ist eine Pflanzenart aus der Gattung Striga in der Familie der Sommerwurzgewächse (Orobanchaceae).

## Beschreibung
Striga aspera ist eine bis zu 53 cm hoch werdende, parasitäre, einjährige Pflanze. Sie ist schlank, unverzweigt oder in der Mitte des Stängels verzweigt und dicht striegelhaarig behaart. Der Stängel ist undeutlich vierkantig. Die Laubblätter sind (selten 10 bis) 20 bis 35 (selten bis 60) × 1 (selten bis 2) mm groß, linealisch geformt, ganzrandig und länger als die Internodien. Sie stehen gegenständig und sind abstehend oder aufwärtsgerichtet.
Die Blüten stehen wechselständig in offene Trauben, die kürzer sind als der vegetative Spross. Die Blüten werden von zwei Tragblättern gestützt, die eine Länge von 8 bis 30 (selten bis 40) mm haben, laubblattartig sind und länger als der Kelch sind.
Der Kelch ist fünfrippig und 5 bis 10 mm lang. Die Kelchröhre ist 4 bis 6 mm lang und mit fünf Kelchzipfeln besetzt, die nahezu gleich geformt, linealisch und mit 3 bis 5 mm nahezu so lang wie die Kelchröhre sind. Die Krone ist schwach zweilippig und rosa-violett oder selten weiß gefärbt. Die Kronröhre ist 12 bis 16 mm lang, gebogen, oberhalb des Kelches erweitert und schwach drüsig-behaart. Die Lappen der Unterlippe sind 4 bis 8 × 2 bis 5 mm lang und umgekehrt eiförmig, die Oberlippe ist 3 bis 7 × 4 bis 7 mm lang, gekerbt oder nahezu abgeschnitten und etwa so breit wie lang.
Die Chromosomenzahl beträgt 2n = 60.

## Vorkommen
Striga aspera kommt in Afrika zwischen Senegal und Sudan vor. Die Art befällt Kulturpflanzen wie Mais, Foniohirse, Reis und Zuckerrohr.